# Saussurea obvallata
Saussurea obvallata es una especie de la familia de las compuestas. Es originaria del Himalaya, Uttar Pradesh en India, norte de Birmania y sudoeste de China. En el Himalaya, alcanza una altitud de 4500 metros. Se considera la flor de los estados de Uttarakhand y Uttar Pradesh.

## Descripción
Saussurea obvallata es una planta perenne que crece hasta los 0,3 m de altura. Las flores son hermafroditas (tienen ambos órganos, masculinos y femeninos) y son polinizadas por insectos. 

## La confusión acerca de la flor
En los dibujos hindúes de Brahma, se ve sentado sobre una flor de color rosa que se asemeja a la flor de loto (en sánscrito: कमल), que es la flor nacional de India. Por lo tanto la gente dice que la flor rosa de Nelumbo nucifera es la flor de Brahma kamal. Sin embargo, hay personas que afirman que la flor es Epiphyllum oxypetalum, que florece de noche. Algunos indios del Norte afirman que la flor es de Saussurea obvallata.

## Uso culinario
La planta es considerada una hierba en la medicina tibetana. Su nombre es ཤཟའ བདྭད མཤ དཤྭ  (Sah-du-Goh ghoo). Tiene un sabor amargo. Toda la planta se utiliza. Está en peligro porque la gente la está cortando para su propio uso.  También se utiliza para curar los trastornos urogenitales.

## Taxonomía
Saussurea obvallata fue descrita por (DC.) Edgew. y publicado en Linnaea 19: 331. 1846.
Etimología
Saussurea: nombre genérico que fue nombrado por De Candolle en honor de Nicolas-Théodore de Saussure (1767-1845).
obvallata: epíteto latíno 
Sinonimia
- Aplotaxis obvallata DC.
- Carduus tectus Wall.
- Saussurea obvallata (DC.) Sch.Bip.
- Saussurea obvallata Wall.[3]